# Slag bij de Doggersbank (1781)

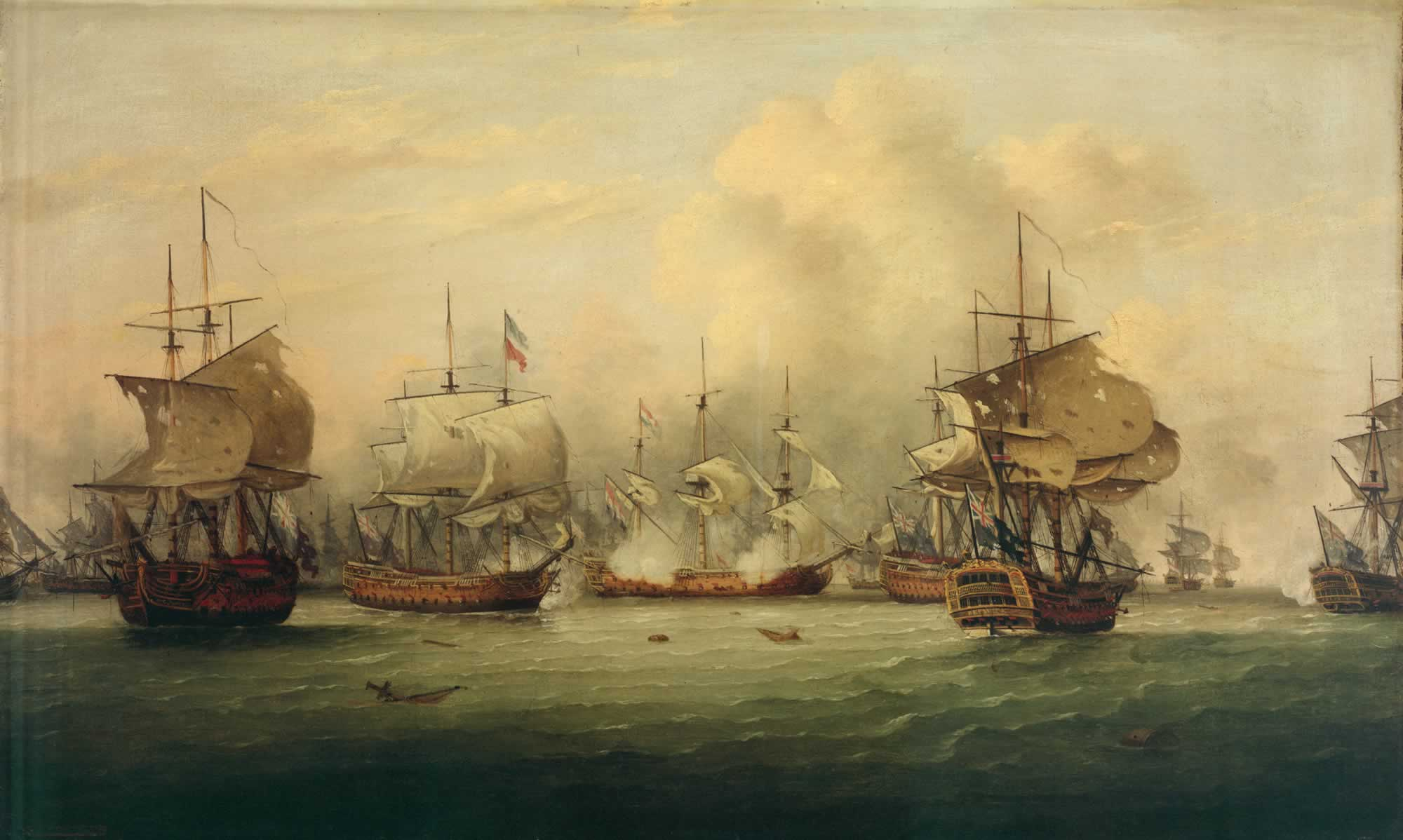
De zeeslag bij de Doggersbank, 5 augustus 1781

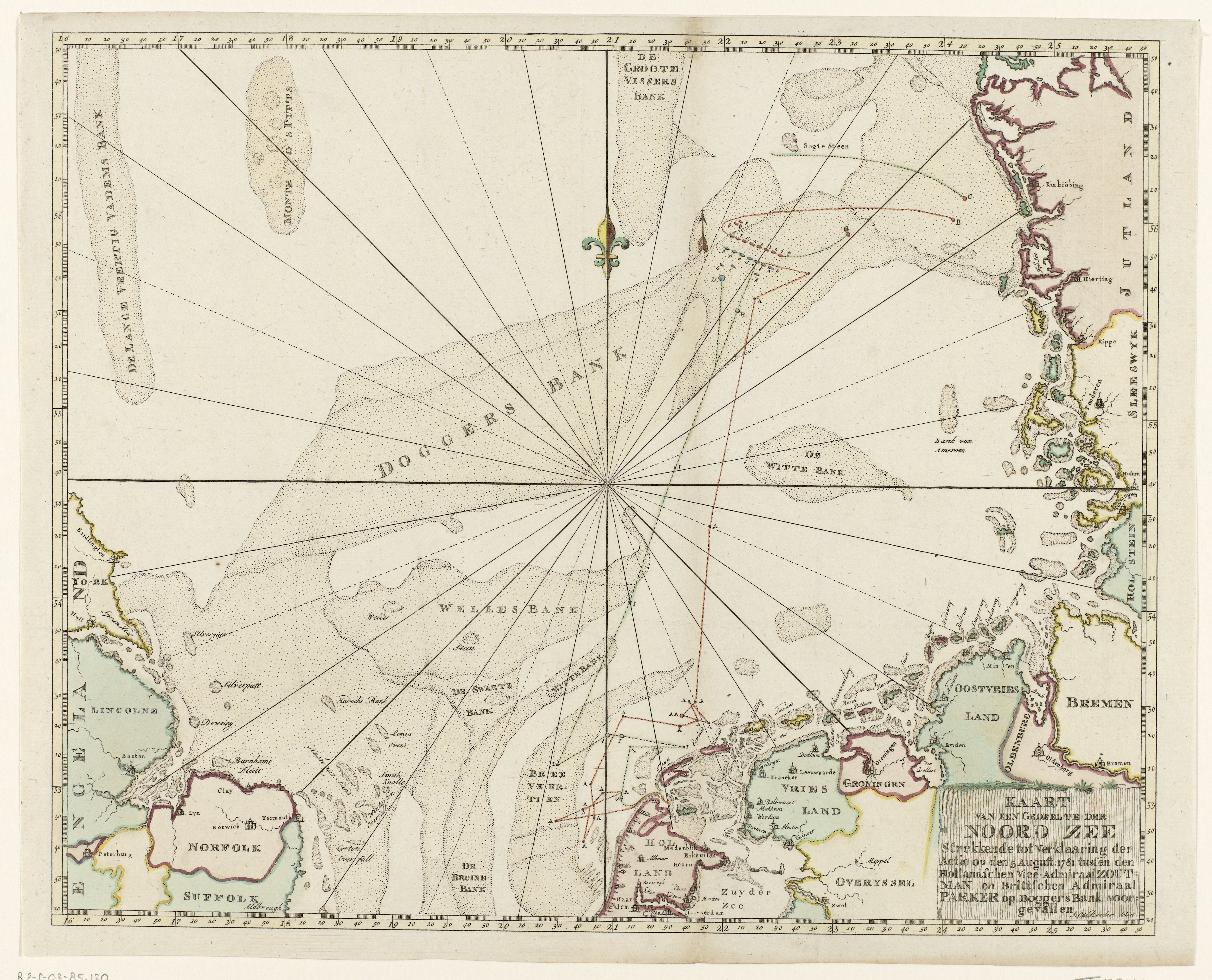
Kaart van de Noordzee met de zeeslag bij Doggersbank, 1781

De Slag bij de Doggersbank was een zeeslag tussen Nederland en het Groot-Brittannië tijdens de Vierde Engels-Nederlandse Oorlog.

## Aanleiding
In 1776 verklaarden de Amerikaanse koloniën van Groot-Brittannië zich onafhankelijk. De Nederlandse Republiek erkende ze, wat in 1780 leidde tot een Britse oorlogsverklaring en een blokkade van de Hollandse kust. Zowel de Britten als de Hollanders dreven in deze tijd handel met het Oostzeegebied, en nu er oorlog was, werden de graanvloten beschermd met oorlogsschepen. De slag bij de Doggersbank was een conflict tussen twee van deze vloten.

## Verloop
De slag vond plaats op 5 augustus 1781 in de buurt van de Doggersbank, en eindigde feitelijk onbeslist. Een Engelse vloot onder admiraal Hyde Parker viel de Nederlandse marine aan die een konvooi koopvaardijschepen begeleidde naar de Oostzee. De Nederlanders onder vlootvoogd Johan Zoutman sloegen de aanval af, maar beide partijen raakten zwaar gehavend, en er kwam een einde aan de Nederlandse graanhandel met het Oostzeegebied. De laatste zeeslag van de Republiek was daarmee een strategische nederlaag.

## Reacties in Nederland
In Nederland, dat lange tijd geen zeeslagen had gevochten, werd de slag als een grootse overwinning gevierd. Zoutman werd in het hele land gehuldigd en kreeg een eredegen. Op voorstel van stadhouder Willem V werd de Doggersbank-medaille ingesteld; de eerste Nederlandse onderscheiding die aan een lint werd gedragen. De onderscheiding droeg de tekst Pax quaeritur bello (men krijgt vrede door oorlog). Zoutman, diens eerste officier Jan Hendrik van Kinsbergen, en de scheepskapiteins kregen ieder een gouden exemplaar uitgereikt. Officieren kregen een zilveren exemplaar met rood-wit-blauw lint; adelborsten en onderofficieren kregen ook een zilveren exemplaar, maar dan met een oranje lint. De lagere rangen kregen een geldbedrag.
Veel Nederlanders droegen een speciaal lint ter herinnering aan de slag. Anna Diersen schreef op 16-jarige leeftijd een lofzang op de helden van de Doggersbank. Om de weduwen van de gesneuvelde zeelieden financieel te ondersteunen werden fondsen opgericht. Uit een fusie van twee hiervan werd in 1785 de Kweekschool voor de Zeevaart (Amsterdam) bekostigd. Bij Koninklijk Besluit van 8 juli 1815 kreeg Van Kinsbergen het Grootkruis in de Militaire Willems-Orde, en werd Albert Kikkert Commandeur in de Militaire Willems-Orde.
In 1781 verscheen een anoniem pamflet over die zeeslag, onder de lange titel "De geest van W.G. Focquenbroch, zingende in een vrolyke en aangenaame melody, De Hollandsche zeehelden in het Zondags pak, of de vlugtende Engelschen in het hembd" (16 pagina's in octavo).
Door de patriotten werd de slag jaarlijks rond 5 augustus herdacht. De dichter Jan Frederik Helmers schreef een lofzang, Rhijnvis Feith een zegezang en Hiëronymus van Alphen een cantate naar aanleiding van de slag.

## Rivaliserende schepen

### Nederland
- Erfprins 54 (Braak)
- Admiraal Generaal 74 (Van Kinsbergen)
- Argo 40 (Staring)
- Batavier 50 (Bentinck)
- Admiraal de Ruijter 68 (Vlaggenschip, Zoutman)
- Admiraal Piet Hein 56 (Van Braam)
- Holland 68 (Dedel)

### Verenigd Koninkrijk
- Berwick 74
- Dolphin 44
- Buffalo 60
- Fortitude 74 (vlaggenschip)
- Princess Amelia 80
- Preston 50
- Bienfaisant 64